# أندريا بينامونتي
أندريا بينامونتي (من مواليد 19 مايو 1999) (بالإيطالية: Andrea Pinamonti)‏ اندريا بينامونتي (19 مايو 1999 في إيطاليا - ) هو لاعب كرة قدم إيطالي في مركز مهاجم ‏. يلعب حالياً لنادي جنوى على سبيل الإعارة من نادي إنتر ميلان .

## النادي
شارك بينامونتي لأول مرة مع انترناسيونال في 8 ديسمبر 2016 ، البالغ من العمر 17 عامًا، ضد سبارتا براغ في المباراة الأخيرة من موسم 2016–17 . تم اختيار بينامونتي كمبتدئ من قبل المدرب ستيفانو بيولي وقدم أداءً جيدًا، مما ساعد إنتر على إنهاء حملته الأوروبية بفوزه بنتيجة 2-1. في 12 فبراير 2017 ، ظهر بينامونتي لأول مرة في الدوري الإيطالي ، حيث فاز إنتر في المباراة 2-0 أمام إمبولي في سان سيرو . كان اسم بينامونتي الأخير يطلق عليه لأول مرة «لا يوصف». في موسم 2016-17 ، فاز بينامونتي أيضًا بلقب بريمافيرا مع فريق الشباب تحت 19 عام .
في موسم 2017-18 ، أصبح عضوًا في الفريق الأول لكنه استمر في اللعب مع فريق تحت 19 في دوري الاتحاد الأوروبي للشباب . شارك في أول ظهور له هذا الموسم في 12 ديسمبر 2017 ، حيث لعب دور البطولة في مباراة كأس إيطاليا أمام نادي بوردينوني بنادي سيري سي .

## فروزينوني (اعاره)
في 17 أغسطس 2018، انضم بينامونتي لنادي فروسينوني في دوري الدرجة الأولى الإيطالي على سبيل الإعارة حتى 30 يونيو 2019.

## دوليا
قد تم اختيار بينامونتي في إيطاليالمنتخب تحت 17 بطولة كأس الأمم الأوروبية 2016 ، البطولة والذي سجل 1 هدف.
مع منتخب إيطاليا تحت 19 عامًا شارك في بطولة أوروبا تحت 19 سنة، حيث خسر النهائي 4–3 بعد الوقت الإضافي أمام البرتغال .

## الحياة الشخصية
بينامونتي هو مشجع إنتر لمدى الحياة واستشهد بماورو إيكاردي باعتباره اللاعب المفضل لديه ونموذجا يحتذى به.

## البطولات
- بطولة أوروبا تحت 19 عامًا في بطولة العالم : 2018

## إحصاءات
| النادي     | مواسم      | الدوري          | الدوري | الدوري | الكأس | الكأس | اوربا | اوربا | اخري | اخري  | مجموع | مجموع |
| النادي     | مواسم      | مسمي الدوري     | لعب    | اهداف  | لعب   | اهداف | لعب   | اهداف | لعب  | اهداف | لعب   | اهداف |
| ---------- | ---------- | --------------- | ------ | ------ | ----- | ----- | ----- | ----- | ---- | ----- | ----- | ----- |
| انتر ميلان | 2016-17    | الدوري الايطالي | 2      | 0      | 0     | 0     | 1     | 0     | —    | —     | 3     | 0     |
| انتر ميلان | 2017-18    | الدوري الايطالي | 1      | 0      | 1     | 0     | —     | —     | —    | —     | 2     | 0     |
| انتر ميلان | مجموع      | مجموع           | 3      | 0      | 1     | 0     | 1     | 0     | —    | —     | 5     | 0     |
| مجموع الكل | مجموع الكل | مجموع الكل      | 3      | 0      | 1     | 0     | 1     | 0     | 0    | 0     | 5     | 0     |

## وصلات خارجية
- أندريا بينامونتي على موقع الاتحاد الأوربي (الإنجليزية)
- أندريا بينامونتي على موقع إي إس بي إن إف سي (الإنجليزية)
- أندريا بينامونتي على موقع قاعدة بيانات كرة القدم.إي يو (الإنجليزية)
- أندريا بينامونتي على موقع ناشيونال فوتبول تيمز (الإنجليزية)
- أندريا بينامونتي على موقع Soccerbase.com (لاعب) (الإنجليزية)
- أندريا بينامونتي على موقع Soccerway.com (الإنجليزية)
- أندريا بينامونتي على موقع عالم كرة القدم.نت (الإنجليزية)
- أندريا بينامونتي على موقع AS.com (الإسبانية)